# Lactococ
Els lactococs (Lactococcus) són un gènere d'eubacteris de l'àcid làctic format per cinc espècies que estan incloses en el Grup N del gènere Streptococcus. Són bacteris esfèrics o ovoides, mesuren de 0,5 a 1,2 µm per 0,5 a 1,5 µm. Viuen en parelles, no formen espores i no són mòbils. L'espècie tipus del gènere és Lactococcus lactis. Els Lactococcus es diferencien dels altres bacteris de l'àcid làctic pel seu pH, sals i tolerància a la temperatura per créixer.
Lactococcus s'utilitza en la indústria làctia en la manufacturació de fermentats com els formatges. Poden utilitzar-se amb altres bacteris de l'àcid làctic com Lactobacillus i Streptococcus.